# Argas (cratère)
Le cratère Argas est un cratère d'impact de 3,55 km de diamètre situé sur Mars dans le quadrangle de Lunae Palus. Il a été nommé en référence à la ville d'Argas en Russie.